# Jarząbcza Rówień
Jarząbcza Rówień – położone na wysokości ok. 1530–1600 m n.p.m. dno kotła lodowcowego górnej części Doliny Jarząbczej.

## Opis ogólny
Jest to zawalona rumowiskiem kamiennym i zarośnięta kosodrzewiną rówień otoczona z trzech stron stokami Czerwonego Wierchu, Łopaty, Jarząbczego Wierchu i Kończystego Wierchu. Z Czerwonego Wierchu opadają do niej żleby Dwojaki i Trojaki, wznoszące się od północy ściany grani głównej Tatr Zachodnich noszą nazwę Koryciska i Niskie Turnie. Dawniej Jarząbcza Rówień i jej okolice były terenem wypasowym Hali Jarząbczej.
Przez Jarząbczą Rówień i Jarząbczą Przełęcz można bez specjalnych trudności przejść do Doliny Zadniej Raczkowej z Raczkowymi Stawami, nie prowadzi tędy jednak żaden szlak turystyczny.

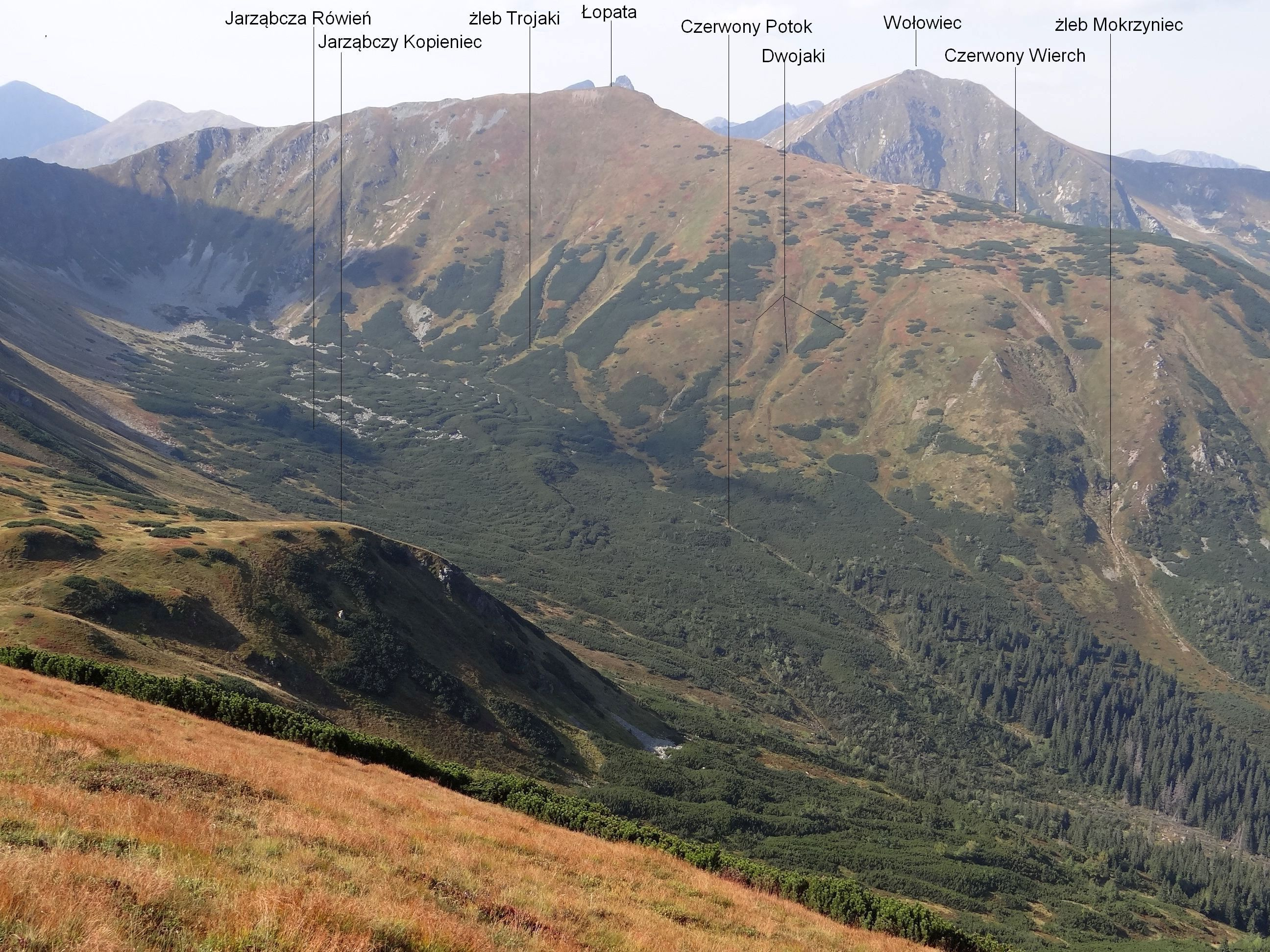
Widok z grzbietu Trzydniowiański Wierch – Czubik